# Nghĩa Thành (phường)
Nghĩa Thành là một phường thuộc thành phố Gia Nghĩa, tỉnh Đắk Nông, Việt Nam.

## Địa lý
Phường Nghĩa Thành nằm ở trung tâm thành phố Gia Nghĩa, có vị trí địa lý:
- Phía đông giáp phường Nghĩa Đức
- Phía tây giáp phường Nghĩa Phú
- Phía nam giáp phường Nghĩa Tân
- Phía bắc giáp phường Quảng Thành.

Phường Nghĩa Thành có diện tích 3,11 km², dân số năm 2019 là 9.996 người, mật độ dân số đạt 3.214 người/km².

## Hành chính
Phường Nghĩa Thành được chia thành 10 tổ dân phố: 1, 2, 3, 4, 5, 6, 7, 8, 9, 10.

## Lịch sử
Ngày 27 tháng 6 năm 2005, Chính phủ ban hành Nghị định 82/2005/NĐ-CP về việc thành lập phường Nghĩa Thành trên cơ sở:
- Điều chỉnh 134 ha diện tích tự nhiên và 5.286 người của thị trấn Gia Nghĩa
- Điều chỉnh 152 ha diện tích tự nhiên và 2.754 người của xã Quảng Thành.

Sau khi thành lập, phường Nghĩa Thành có 286 ha diện tích tự nhiên và 8.040 người.
Ngày 17 tháng 12 năm 2019, Ủy ban thường vụ Quốc hội ban hành Nghị quyết số 835/NQ-UBTVQH14 về việc thành lập thành phố Gia Nghĩa thuộc tỉnh Đắk Nông. Phường Nghĩa Thành thuộc thành phố Gia Nghĩa.